# ترایزکیرشن
شهر ترایزکیرشن (به آلمانی: Traiskirchen) در استان نیدراسترایش با جمعیت ۱۶٬۴۹۷ نفر در کشور اتریش واقع شده‌است.